# François Lumumba
François Lumumba  (född 1951) är en kongolesisk politiker och son till landets förste premiärminister Patrice Lumumba.
Innan fadern arresterades (1960) och avrättades (1961) hade han ombesörjt att François, hans mor och yngre syskon (Patrice junior, Julienne, Roland och Guy-Patrice Lumumba) kunnat fly till Egypten. François tillbringade återstoden av sin barndom där. Senare studerade han i Ungern, där han fick en doktorsgrad i nationalekonomi.
Under 1990-talet återvände Lumumba till Kongo för att delta i upproret mot Joseph Mobutu. Sedan 1992 är François Lumumba ledare för MNC-Lumumba, det parti som hans fader en gång startat.